# Frisó
El frisó (Frysk) és una llengua germànica occidental parlada a Frísia (nord dels Països Baixos, nord-oest d'Alemanya i sud-oest de Dinamarca), molt propera a l'anglès i en greu perill de desaparició.
Els saxons, els angles i els juts, abans d'emigrar a l'actual Anglaterra, parlaven una llengua estretament emparentada amb la dels frisons: el saxó, l'anglosaxó i el frisó constitueixen l'agrupació ingveònica o ingveònic del germànic meridional, també denominada germànic de la Mar del Nord. Els actuals parlants són descendents directes d'aquells pobles germànics de parla ingveònica. Dels primers segles de la nostra era es conserven escassos registres, entre ells unes poques epigrafies en alfabet rúnic. La regió de Frísia va acabar depenent del comtat d'Holanda. Fins al segle xv el frisó va ser una llengua viva que s'utilitzava fins i tot en l'administració i assumptes oficials. D'entre els segles xiii i xvi es conserven nombrosos documents de tipus legal, normatiu, cartes, contractes però també literaris com sagues i llegendes populars, endevinalles i traduccions de salms. A partir d'aquest moment començà a ser relegada progressivament pel neerlandès i l'alemany.
Quan ens referim al frisó ho fem en realitat a tres variants, cadascuna d'elles amb categoria de llengua per ser mútuament inintel·ligibles: el frisó oriental, el frisó occidental i el frisó septentrional. Només el frisó occidental ha esdevingut llengua literària.

## El frisó oriental
Es parlava als estats de Slesvig-Holstein i Baixa Saxònia a Ostfriesland (Frísia Oriental), Alemanya, però els seus parlants el van anar abandonant a partir del segle xv en favor del baix-alemany mitjà. En l'actualitat i segons un informe de l'ONU de l'any 1996 el frisó oriental només es continua parlant, i sobretot entre la població vella, a la comarca del Saterland, que aplega els tres petits municipis de Ramsloh (saterlàndes: Roomelse), Strücklingen-Utende (saterlandès: Strukelje) i Scharrel (saterlandès: Schäddel o Skäddel) (Baixa Saxònia) amb uns 2.000 parlants, tots ells d'edat avançada. Per a evitar confusions, i ja que només es parla al Saterland, hom el designa científicament amb el nom de saterlandès (en dialectologia alemanya: saterfriesisch), i es reserva l'ús del terme frisó oriental com a designació del dialecte baix-alemany que es va implantar a partir del segle xv en els antics territoris on es parlava frisó oriental. En pocs anys assistirem en directe i sense remei a la desaparició d'una llengua germànica a Europa. Es consideren a si mateixos frisons orientals unes 11.000 persones.

## El frisó septentrional

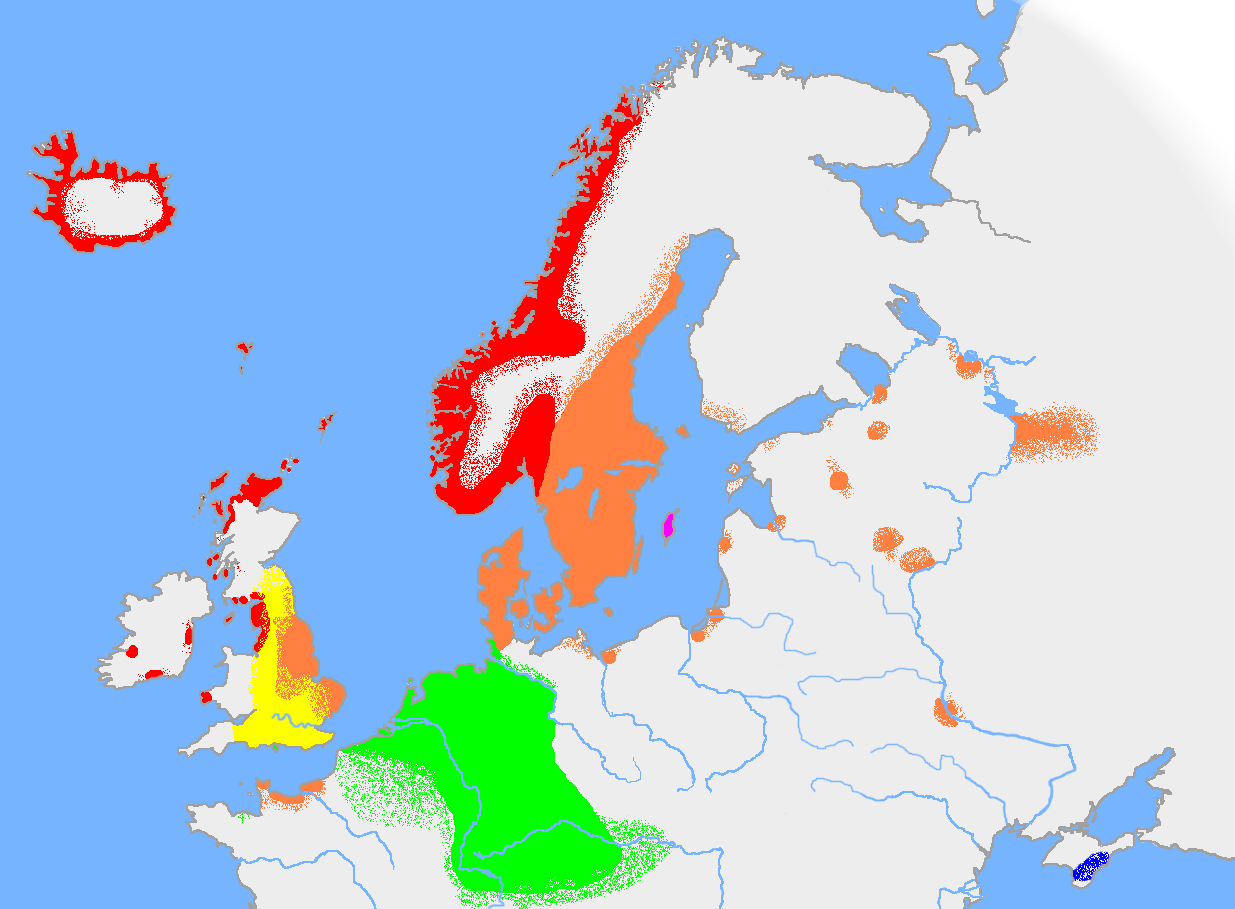
Domini aproximat del llengües germàniques antic l'any 900:
Nòrdic antic occidental
Nòrdic antic oriental
Gòtic de Crimea
Gotlandès antic
Anglosaxó
Llengües germàniques amb les quals el nòrdic antic encara mantenia intel·ligibilitat

Es parla a l'estat de Slesvig-Holstein, Alemanya, a la part de la costa entre els rius Eider al sud i Wiedau al nord i a les illes properes de Föhr, Amrum, Sylt, Norstrand, Pellworm, les deu illes del grup Halligen, i l'illa de Helgoland. La majoria dels frisons septentrionals es consideren un grup a part de la població alemanya. Hi ha diverses associacions culturals i polítiques que defensen els seus drets i cultura. La principal associació dels frisons septentrionals és el Nordfriesischer Verein ("Associació de frisons septentrionals"). El Nordfriesischer Verein ajuda a mantenir l'idioma i la cultura de Frísia septentrional.
La principal organització política és la Friisk Foriining ("Associació Nacional dels Frisons"), que coopera políticament amb la minoria danesa. El seu principal interès és promoure l'idioma i aconseguir la independència. Els frisons septentrionals tenen representació en alguns governs municipals on s'utilitza el frisó com idioma administratiu.
A les escoles públiques de la zona de Frísia septentrional així com en algunes escoles privades administrades per la minoria danesa, s'ensenya el frisó de manera voluntària, i només als graus tercer i quart. Vint-i-cinc professors impartien frisó a uns 1.350 alumnes de 33 escoles de tota classe 161 hores per setmana a principis de l'any 1995.
Des de 1950 existeix una oficina encarregada d'elaborar un diccionari de frisó septentrional a la Universitat de Kiel, que, des que es va introduir la filologia frisona el 1978, és l'única institució universitària que realitza investigacions sobre l'idioma frisó a Alemanya.
El Nordfriisk Instituut de Bredstedt desenvolupa un paper molt important en el manteniment de la llengua frisona. Disposa d'una biblioteca especialitzada i d'arxius, i ofereix seminaris, cursos, grups de treball i conferències.
Als diaris locals de Frísia septentrional i a algunes revistes regionals apareixen de tant en tant articles en frisó. La ràdio pública d'Alemanya septentrional emet un programa setmanal de tres minuts. L'emissora privada Radio-Schleswig-Holstein emet cada tres mesos un programa d'una hora de durada en frisó.
Tot i aquest aparent dinamisme social estem davant d'una llengua parlada per unes 10.000 persones amb unes perspectives de desaparició a mitjà termini. El 100% dels parlants de frisó septentrional són trilingües amb l'alt-alemany i el baix-alemany, i molts, a més a més, són quatrilingües (alt-alemany, baix-alemany, danès i frisó septentrional).
Es consideren frisons septentrionals unes 60.000 persones.

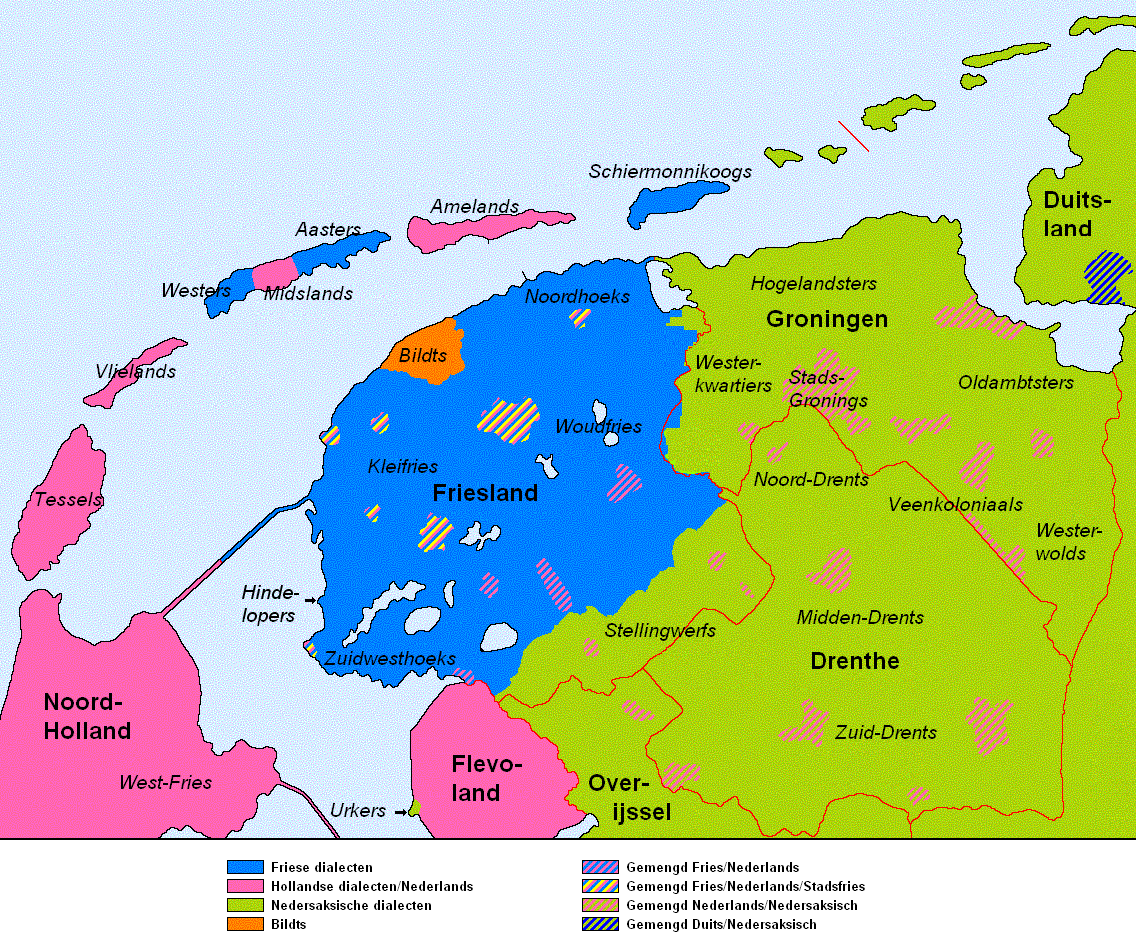
El frisó a Frísia i voltants

## El frisó occidental
De les tres llengües frisones és la més saludable tant pel nombre de parlants com per l'ús que se'n fa. Es parla principalment a la província neerlandesa de Frísia encara que prop del 40% dels parlants de frisó occidental són de fora d'aquesta àrea. Es calcula des de fa anys en uns 700.000 a 800.000 el nombre de persones que es consideren frisons occidentals i per sobre del 70% d'elles el parlen. És llengua de caràcter oficial, s'ensenya a les escoles i té forta presència als mitjans de comunicació i a la cultura. El 1928 es va fundar el Centre d'estudis de la Llengua Frisona, en 1937 el frisó va ser acceptat en l'ensenyament com a opcional, en 1938 es va fundar la Fryske Akademy ("Acadèmia de la llengua Frisona"). Després de la Segona Guerra Mundial, el frisó es va introduir definitivament a les escoles públiques (1955), al parlament (1956), a les esglésies (dècada dels 70) i al govern i l'administració (1986). Des de 1970 és la segona llengua oficial als Països Baixos. El 1992 la Unió Europea va reconèixer el frisó com a llengua oficial minoritària de la Unió. Des del segle xvii, amb l'obra del poeta renaixentista Gysbert Japicx (1606-1666), és una llengua literària. Durant el segle xix la llengua es va normalitzar, editant-se gramàtiques, diccionaris, ortografies i llibres de text escolars. La literatura va experimentar una forta floració de la mà d'escriptors com els germans Halbertsma, Waling Dykstra o Piter Jelles Troelstra. L'obra cimera d'aquest període és Rimen et Teltsjes (Rimes i Contes) dels germans Halbertsma. En l'actualitat es publiquen prop de 100 llibres cada any en frisó, i s'hi han traduït clàssics com William Shakespeare, Shelley o Lewis Carroll. A la pàgina web de la Fryske Akademy hi figuren 236 referències a escriptors i escriptores en llengua frisona. La figura principal del segle xx és la poeta, crítica i novel·lista Anne Wadman. A finals del segle xx es van produir dues pel·lícules en frisó: "El Somni" (1987) i "El Far" (1994) ambdues obra de Pieter Verhoeff. El 1995 es va produir a Leeuwarden la primera òpera en frisó, Rixt.
Tot i això, tots els seus parlants són bilingües i el nivell d'alfabetització és regular (només un 10% és capaç d'escriure-hi). El neerlandès guanya terreny de mica en mica i l'ús que del frisó se'n fa en la vida quotidiana és cada vegada més particular i minoritari.